# Vuelo 670 de Loganair
El Vuelo 670A de Loganair (LC670A) fue un vuelo de carga programado desde el Aeropuerto de Edimburgo-Turnhouse, Escocia, hacia el Aeropuerto Internacional de Belfast. El 27 de febrero de 2001, el Short 360 que operaba el vuelo se estrelló en Firth of Forth, en las costas de Edimburgo. Los dos pilotos a bordo fueron encontrados muertos en los restos de la cabina de vuelo.

## Aeronave y tripulación
La aeronave involucrada en el accidente era un Short 360-S100 fabricado por Short Brothers Limited en 1987, con número de serie del constructor SH 3723 y registrado como G-BNMT.: 8   Estaba propulsado por dos motores Pratt & Whitney Canada PT6A-67R.: 8   Sus asientos de pasajeros habían sido retirados para su uso como aeronave de carga y su Certificado de Aeronavegabilidad era válido hasta en ese momento, el 15 de octubre de 2001.: 8–9  La aeronave estaba cargada con 1.360 kg (3.000 lb) de combustible y transportaba 1.040 kilogramos (2.293 lb) de carga con un peso total al despegue de 10.149 kilogramos (22.375 lb). El peso máximo de despegue del Short 360 es de 12.292 kg (27.100 lb).: 4 
El capitán era Carl Mason, de 58 años, Mason tenía licencia válida como piloto de transporte de aerolínea y con 13.569 horas de experiencia de vuelo.: 6  El primer oficial era Russell Dixon, de 29 años, también tenía una licencia válida de aerolínea y 438 horas de vuelo en total.: 7 

## Accidente
A las 17:10 hora local, el primer oficial solicitó autorización para iniciar el rodaje y, tras un breve retraso, la tripulación se dirigió a la pista 06. El capitán Mason inició el despegue y el Short 360 despegó con normalidad, luego la tripulación bajo la potencia a 1200 pies sobre el nivel del mar. A 2200 pies, el copiloto seleccionó los sistemas antihielo mientras el piloto cambiaba a una nueva frecuencia de radio para comunicarse con el otro controlador aéreo. Cuatro segundos después, los indicadores de velocidad de ambos motores cayeron rápidamente a cero, (esto significa que los motores no producen potencia para mantener la aeronave en el aire) luego, los motores se apagaron y la aeronave dejó de ascender. Cuando el primer oficial comunico al controlador de tráfico aéreo una señal Mayday, el capitán inició un descenso con una velocidad aerodinámica reducida de 110 nudos mientras giraba a la derecha hacia la costa. Al darse cuenta de que no podían llegar a la costa, la tripulación se preparó para un amerrizaje forzoso. A una velocidad aerodinámica de 86 nudos, con una actitud de morro hacia arriba de 6,8 grados y ala izquierda hacia abajo de 3,6 grados, el avión chocó contra el agua bruscamente, matando a la tripulación.

## Investigación

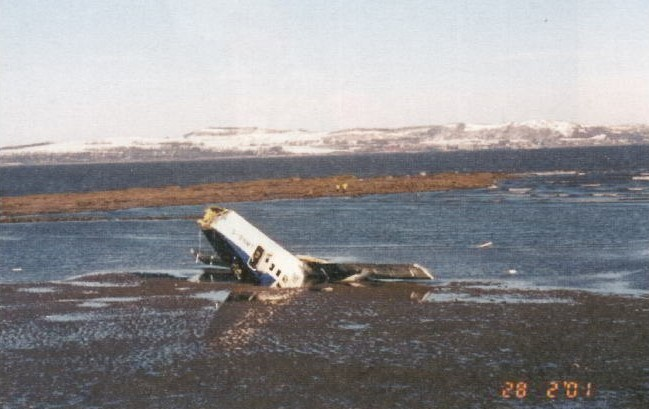
Restos de la aeronave después del accidente.

La aeronave fue descubierta a 65 metros de la costa en una actitud de morro hacia abajo de 45 grados, con la mitad delantera del fuselaje sumergida en la profundidad del agua de aproximadamente 6 metros. La cabina del Short 360 estaba casi completamente destruida y el fuselaje estaba firmemente incrustado en la arena del río. El empenaje se había separado y fue encontrado flotando a 100 metros al este de los restos principales. Ambos asientos de la tripulación permanecieron unidos al suelo de la cabina de vuelo sin fallas en los arneses de seguridad. La grabadora de voz de cabina (CVR) y la grabadora de datos de vuelo (FDR) fueron recuperadas intactas. El Short 360 fue finalmente sacado del agua con cierta dificultad y fue desmantelado antes de ser transportado a la sede de la División de Investigación de Accidentes Aéreos (AAIB) en Farnborough para un examen detallado.: 27 

## Causas
Después de la investigación de la AAIB, se concluyó que el accidente había sido causado principalmente por la falta de un procedimiento práctico establecido para que las tripulaciones de vuelo instalen cubiertas de entrada de aire del motor en condiciones climáticas adversas.
La aeronave había aterrizado en el aeropuerto de Edimburgo, Escocia, a medianoche en condiciones de formación de hielo y luego estuvo estacionado en el aeropuerto en dirección directa a vientos de moderados a fuertes en la superficie durante aproximadamente 17 horas. Debido a que no se colocaron tapones protectores dentro de las tomas de aire del motor, el viento creó que una cantidad significativa de nieve entrara en las tomas de aire. Los tapones de admisión no se llevaban a bordo como parte del equipo básico de funcionamiento de la aeronave y no eran fáciles de encontrar algunos que estuvieran disponibles en el aeropuerto de Edimburgo. La información sobre las condiciones climáticas gélidas en el manual de mantenimiento del fabricante de la aeronave no se había incluido en el Manual de operaciones del Short 360 de Loganair y, por lo tanto, no se cumplió. La AAIB descubrió que grandes volúmenes de nieve o aguanieve podrían haberse acumulado en lugares dentro de los motores donde no habrían sido fácilmente visibles para la tripulación durante una inspección previa al vuelo ya que las tomas de aire del motor en un Short 360 están a unos 2,8 m (9 pies) sobre el suelo. Durante el despegue, esta nieve acumulada dentro del motor cambió el flujo de aire que entraba en el motor, lo que provocó que ambos motores se apagaran después de que las paletas antihielo del sistema antihielo de ambos motores se abrieran simultáneamente según el procedimiento operativo estándar en las operaciones en condiciones climáticas adversas. Los investigadores observaron que si se hubiera seleccionado el antihielo del motor en forma secuencial con un intervalo de tiempo entre ambos motores, se habría evitado un apagado simultáneo de ambos motores y que la aeronave logrará ascender con normalidad en vez de estrellarse contra el agua.: 50 

### Recomendaciones
Como resultado del accidente del vuelo 670, la AAIB publicó varias recomendaciones y el fabricante de la aeronave sugirió cambios en las operaciones actuales de la aeronave Short 360 en condiciones de temperatura cercanas a cero o bajo cero, incluyendo:
- La Comunicación 17/2001 del Departamento de Operaciones de Vuelo publicada el 20 de octubre de 2001 por la AAIB.

- El Mensaje SD002/02 para todos los operadores de las aeronaves Short publicado por Short Brothers el 4 de marzo de 2002.

- Recomendaciones 2002-39, 2002-40 y 2002-41 basadas en las conclusiones de la investigación, emitidas por la AAIB.[3]: 7

## Accidente similar
Durante la investigación del 670, la AAIB tuvo conocimiento de un accidente similar que había ocurrido un año antes de la pérdida del vuelo  670. Un Short 360 operado por Avisto sufrió una pérdida de potencia en ambos motores durante el despegue. La investigación descubrió que la causa era la acumulación de hielo y nieve durante el funcionamiento de la aeronave a temperaturas bajo cero.: 32 

## Dramatización
Este accidente fue presentado en un episodio de la vigesimocuarta temporada de la serie de televisión canadiense Mayday: catástrofes aéreas, titulado «Caída fatal».